# 송지헌 (방송인)
송지헌(1951년 3월 2일 ~ )은 대한민국의 방송인이다.

## 생애
서울대학교 농업생명과학대학 잠사학과 학사 학위를 거쳐 성균관대학교 무역대학원 석사 학위와 연세대학교 언론홍보대학원을 석사 학위하였으며, 1979년 DBS 동아방송 공채 아나운서로 입사하였으며, 이듬해 1980년에 언론통폐합으로 인하여 동아방송이 KBS 제4방송으로 개칭되자 자동으로 KBS 한국방송공사 소속이 되었다. 1991년에 프리랜서를 선언하였으며, 이후에는 다양한 방송사들을 오가며 진행하고 있다. 2009년에는 노무현 전 대통령의 영결식을 진행하기도 했으나 얼마 후에 김문수 경기도 지사와의 인터뷰에서 시국선언 인사들을 강력하게 비판하여 논란이 되었다.

## 방송 활동

### 출연 프로그램
- KBS1 《아침마당》
- KBS2 《생방송 전국은 지금》
- KBS2 《생방송 TV 정보센터》
- KBS1 《생방송 심야토론》
- KBS2 《그때 그 사건》
- KBS2 《추적 60분》
- KBS2 《퀴즈대학》
- KBS2 《도전 회전목마》
- KBS1 《신세대 보고 - 어른들은 몰라요》
- KBS1 《이것이 인생이다》
- KBS2 《미스터리 추적》
- SBS 《핫라인 70분의 선택》
- SBS 《추적 사건과 사람들》
- SBS 《도전 백만달러 초능력자를 찾아라》
- KBS2 《생방송 아침을 달린다》
- KBS2 《생방송 좋은 아침입니다》
- KBS1 《무엇이든 물어보세요》
- KBS2 《전통체험 뿌리깊은 나무》
- EBS 《Job 매거진 직업이 보이는 TV》
- KBS1 《쇼! 행운의 신용카드》
- KBS1 《피플 세상속으로》
- KBS1 《포스트 월드컵 대한민국》
- KBS1 《월드컵 취재본부》
- KBS2 《생방송 시사 투나잇》
- KBS 《생방송 시민 프로젝트 나와 주세요》
- EBS 《2007 대수능 분석상황실》
- MBN 《송지헌의 뉴스광장》
- KTV, 판도라TV 《6월 민주항쟁 국민 대토론》 (2007년 6월 1일 ~ 2007년 6월 15일)
- KTV 《KTV 긴급토론》 (2008년 8월 1일)
- KBS1, MBC 《제17대 대통령선거 후보 토론회》
- EBS 《생방송 금요토론》
- KBS1 대구 《세상을 잇는 담쟁이》
- JTBC 《진실 추적자 탐사코드》
- JTBC 《18대 대통령 선거 개표방송 - 2012 선택! 우리들의 대통령》
- MBN 《송지헌의 집중분석》
- ubc 《시사 기획 인사이드》
- MBN 《MBN 뉴스와이드》
- tv조선 《디펜스 리포트 2012》
- MBN 《송지헌의 오늘》
- EBS 《2014 교육을 말한다》

### 진행 프로그램
- 1998년 EBS, 보건복지부, 식품의약품안전처 《미라의 충격고백》
- 2008년 EBS 《미래포럼2050》
- 2009년 《故 노무현 前 대통령 국민장 영결식》

## 광고 출연
- 1993년 한국지엠 《대우 티코》
- 1994년 라이온코리아 《덴타 시스템 칫솔 치약》
- 1994년 SK그룹 《정신문화캠페인》 PR
- 1995년 레이디가구 《레스토닉침대》
- 1996년 하이트진로 《하이트맥주》
- 1997년 코오롱 하이필 정수기
- 2002년 유한양행 《벡스》
- 2004년 롯데제과 《자일리톨 껌》
- 2006년 라이나생명 《메이저 건강 보험》
- 2010년 경동나비엔

## 상훈
- 1986년 한국방송 프로듀서 연합회 진행상